# تیت

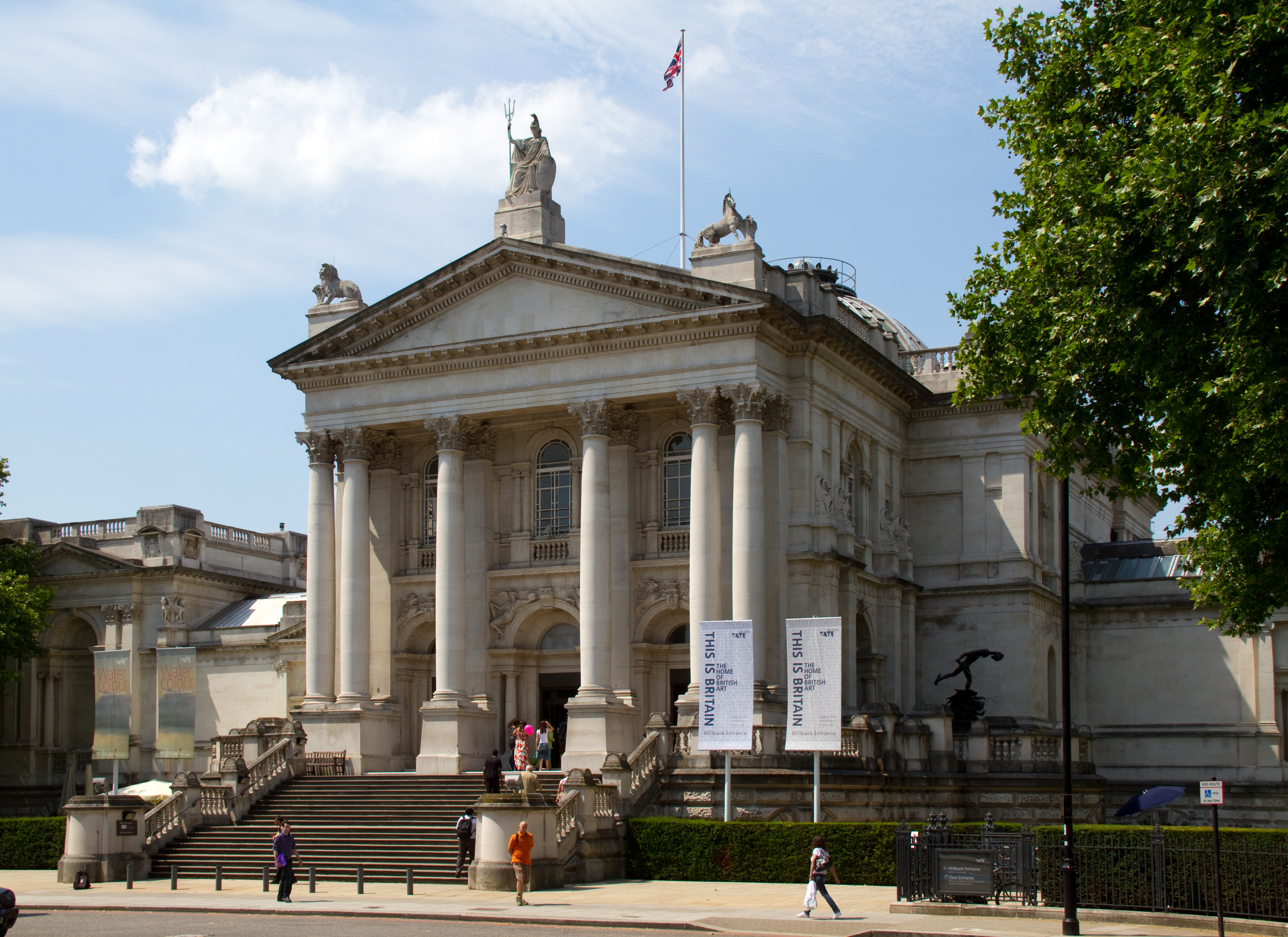
موسسه تیت

تِیت (به انگلیسی: Tate) یک موسسه بریتانیایی است که در سال ١٨٩٧ با نام گالری ملی هنر بریتانیا پایه گزاری شد و در سال ١٩٣٢ به دلیل افزایش گنجینه ی آثار توسط هنری تیت که مجموعه ی شخصی خود را به موسسه بخشید نامش به تیت تغییر داده شد. این موسسه گنجینه ملی هنر بریتانیا و همچنین هنر مدرن و معاصر بین‌المللی را نگهداری می‌کند. این مجموعه شامل چهار موزه می‌باشد: تیت بریتانیا و تیت مدرن در لندن، تیت لیورپول در لیورپول و تیت سنت ایوز در کورن‌وال.